# 異邦人 (バンド)
異邦人（いほうじん）は、日本の5人組のバンドである。1976年（昭和51年）に漫画『嗚呼!!花の応援団』のイメージソング『嗚呼!!花の応援団』でレコードデビューした。ミノルフォン・レコード所属。
※1970年代前半に活動し、福島県郡山市で開催されたワンステップ・フェスティバルにも出演した「異邦人」とは別のバンドとの情報がある。両バンドは、後述するようにメンバーが全く異なるので別々のバンドである可能性が高いが、活動した時期が近い割に期間が重なっていないのでメンバー総入れ替えでバンド名だけが引き継がれた可能性もある。

## メンバー
- 佐藤徹（リーダー、キーボード）
- ジョージ五十嵐（ボーカル） - のちにソロ、バンド「サクセス」に加入、第二期「異邦人」を結成。
- 管野雅治（ギター）
- 大土井強司（ベース） - 現ミュージシャン
- 長沢誠一（ドラムス） - 現ミュージシャン

※上述した別バンドの可能性がある「異邦人」のメンバー
（1972年時点）
- 阿部雅志（ボーカル）、奥山勝美（ギター）、松田敏春（ギター）、今野恒（ベース）、太田進（ドラムス）
阿部と松田は、1975年に結成されたミュージカル劇団「ミスター・スリム・カンパニー」の音楽制作に関わっている[4]。

（1974年時点）
- 阿部雅志（ボーカル）、若生吉隆（ギター）、山川和巳（キーボード）、丸山秀夫（ベース）、太田進（ドラムス）
このメンバーでワンステップ・フェスティバルに出演した。

## ディスコグラフィ

### シングル
| 発売日               | 規格                 | 規格品番             | 面                   | タイトル                        | 作詞                 | 作曲                 | 編曲                 |
| ミノルフォンレコード | ミノルフォンレコード | ミノルフォンレコード | ミノルフォンレコード | ミノルフォンレコード            | ミノルフォンレコード | ミノルフォンレコード | ミノルフォンレコード |
| -------------------- | -------------------- | -------------------- | -------------------- | ------------------------------- | -------------------- | -------------------- | -------------------- |
| 1976年7月            | EP                   | KA-1010              | A                    | 嗚呼!!花の応援団                | どおくまんプロ       | 小山恭弘             | 小山恭弘             |
| 1976年7月            | EP                   | KA-1010              | B                    | 南河内大學応援歌 (南河内大学節) | どおくまんプロ       | 小山恭弘             | 小山恭弘             |
| 1976年11月           | EP                   | KA-1022              | A                    | SOULチョンワ                    | 小山恭弘             | 小山恭弘             | 小山恭弘             |
| 1976年11月           | EP                   | KA-1022              | B                    | 嗚呼!! 役者やのう               | 小山恭弘             | 小山恭弘             | 小山恭弘             |
| 1977年2月            | EP                   | KA-1041              | A                    | 太っ腹ブギ                      | 駒あゆみ             | 小山恭弘             | 小山恭弘             |
| 1977年2月            | EP                   | KA-1041              | B                    | 夕陽と団旗                      | 小山恭弘             | 小山恭弘             | 小山恭弘             |
| 1977年9月            | EP                   | KA-1072              | A                    | イン・ザイール                  | 兵藤穗積             | Johnny Wakelin       | 松井忠重             |
| 1977年9月            | EP                   | KA-1072              | B                    | 青春の尻尾                      | 伊藤アキラ           | 松井忠重             | 松井忠重             |
| 1978年2月            | EP                   | KA-1086              | A                    | 亀有公園前派出所異常なし!       | 所ジョージ           | 所ジョージ           | 松井忠重             |
| 1978年2月            | EP                   | KA-1086              | B                    | スタコラスタコラ                | 所ジョージ           | 所ジョージ           | 松井忠重             |

### アルバム
| 発売日                                                 | 規格                                                   | 規格品番                                               | 面                                                     |
| ミノルフォンレコード／徳間ジャパンコミュニケーションズ | ミノルフォンレコード／徳間ジャパンコミュニケーションズ | ミノルフォンレコード／徳間ジャパンコミュニケーションズ | ミノルフォンレコード／徳間ジャパンコミュニケーションズ |
| ------------------------------------------------------ | ------------------------------------------------------ | ------------------------------------------------------ | ------------------------------------------------------ |
| 1976年10月                                             | LP                                                     | KC-7051                                                | 嗚呼!!花の応援団 総集編                                |
| 2004年9月29日                                          | CD                                                     | TKCA-72739                                             | 嗚呼!!花の応援団 COMPLETE                              |

## 出演

### テレビ
- 輝け!!新人紅白歌合戦（TBSテレビ）
  - 毒蝮三太夫率いる白組のメンバーで出演。夏時期でも学ラン姿で歌ったので、紅組キャプテンの小牧りさは「むさ苦しいですわねェ」と言っていた[要出典]。
- みどころガンガン大放送（TBSテレビ）
- お昼のスペシャル・秋のスターパレード（フジテレビ）
- せんみつのJOYJOYスタジオ（NETテレビ（現：テレビ朝日））